# بنكسية مسننة
بنكسية مسننة (الاسم العلمي: Banksia dentata) هي نوع نباتي يتبع جنس البنكسية من فصيلة البروطية.